# Гай Лициний Калв
Гай Лициний Калв (на латински: Gaius Licinius Calvus) e политик на Римската република от 4 век пр.н.е.
Произлиза от плебейската фамилия Лицинии. Калв е внук на Публий Лициний Калв Есквилин (консулски трибун 400 и 396 пр.н.е.).
През 364 пр.н.е. той е консул заедно с Гай Сулпиций Петик. През тази година в Рим има чумна епидемия.